# لويز لاثام
لويز لاثام (بالإنجليزية: Louise Latham)‏ هي عارضة وممثلة أمريكية، ولدت في 23 سبتمبر 1922 في الولايات المتحدة، وتوفيت في 12 فبراير 2018 بسانتا باربارا في الولايات المتحدة.

## أعمال

### مسلسلات
- ذا والتونز
- كولمبو

## وصلات خارجية
- لويز لاثام على موقع IMDb (الإنجليزية)
- لويز لاثام على موقع روتن توميتوز (الإنجليزية)
- لويز لاثام على موقع ألو سيني (الفرنسية)
- لويز لاثام على موقع أول موفي (الإنجليزية)
- لويز لاثام على موقع قاعدة بيانات برودواي على الإنترنت (الإنجليزية)
- لويز لاثام على موقع قاعدة بيانات الأفلام السويدية (السويدية)
- لويز لاثام على موقع إن إن دي بي (الإنجليزية)
- لويز لاثام على موقع قاعدة بيانات الفيلم (الإنجليزية)
- لويز لاثام على موقع كينوبويسك (الروسية)